# Union Station (Joliet)
Pour les articles homonymes, voir Union Station.
Union Station est une gare ferroviaire des États-Unis située à Joliet, dans l'État de l'Illinois.

## Histoire
La gare est mise en service en 1912.

## Service des voyageurs

### Desserte
Lignes d'Amtrak : le Lincoln Service: Saint-Louis - Chicago et le Texas Eagle: Los Angeles - Chicago
Lignes Metra : Heritage Corridor et Rock Island